# Filip Filipov
Filip Stanimirov Filipov (in bulgaro Филип Станимиров Филипов?; Loveč, 2 agosto 1988) è un ex calciatore bulgaro, di ruolo difensore.

## Carriera

### Club
Ha giocato nella massima serie dei campionati bulgaro e cipriota.